# Herbert Bolliger
Herbert Bolliger (* 23. November 1953 in Wettingen; † 12. Juni 2025) war ein Schweizer Manager. Von 2005 bis 2017 war er Geschäftsleiter (CEO) und Präsident der Generaldirektion des Migros-Genossenschafts-Bundes. Von 2018 bis 2021 war er Mitglied des Aufsichtsrats der Metro AG.

## Leben und Wirken
Bolliger, Sohn eines Metzgers, wuchs in Wettingen im Kanton Aargau auf. Nach der Matura studierte er Betriebswirtschaftslehre an der Universität Zürich mit dem Abschluss Lizenziat. Von 1980 bis 1983 war er bei der Bayer AG in Zürich als Abteilungsleiter, Direktionsassistent und Leiter der Warenbeschaffung tätig. 1983 wechselte er als Bereichscontroller zum Migros-Genossenschafts-Bund. 1986/1987 war er Controller und «Cash-Manager» der Portland-Cement-Werke in Siggenthal. Berufsbegleitend erwarb an der Controller-Akademie in München ein weiteres Diplom.
Bolliger kehrte noch 1987 zur Migros zurück, wo er Leiter Finanzen/Informatik und Mitglied der Geschäftsleitung der Genossenschaft Migros Basel wurde. 1994 übernahm er die Leitung Informatik der Migros-Gruppe. 1997 wurde er Geschäftsleiter der Genossenschaft Migros Aargau/Solothurn. Im darauffolgenden Jahr leitete er die Fusion der Genossenschaft Migros Bern mit der Genossenschaft Migros Aargau/Solothurn zur Genossenschaft Migros Aare, deren erster Geschäftsleiter er wurde.
2005 wurde Bolliger als Nachfolger von Anton Scherrer zum Geschäftsleiter und Präsident der Generaldirektion des Migros-Genossenschafts-Bundes berufen. Daneben war er Präsident des Verwaltungsrats der Migros Bank AG und der Hotelplan Holding AG, weitere Verwaltungsratsmandate hatte er bei Magazine zum Globus AG, Migros Beteiligungen AG, Denner AG und Interio AG. Zum 1. Januar 2018 übergab er die Geschäftsleitung aus Altersgründen an seinen Nachfolger Fabrice Zumbrunnen.
Bolliger hatte nach dem Schweizer Markteintritt von Aldi und Lidl die Migros-Gruppe durch die Übernahme von Denner gestärkt. Bis 2015 erwarb Migros die Mehrheit von Digitec Galaxus, dem grössten Onlinehändler der Schweiz. 2016 kam die Muttergesellschaft der deutschen Injoy Fitness hinzu.
Seitdem war Bolliger als selbständiger Unternehmensberater tätig. Am 16. Februar 2018 wurde er in den Aufsichtsrat der Metro AG gewählt, wo er drei Jahre aktiv war. Ab Januar 2018 sass er auch im Conseil d’Administration der BNP Paribas.
Bolliger lebte lange Zeit in Oberrohrdorf, ehe er für seine letzten Lebensjahre wieder nach Wettingen zurückkehrte. Er war verheiratet und hatte zwei Kinder. Nachdem er als Zehnjähriger Jo Siffert traf, wollte er eigentlich Formel-1-Rennfahrer werden. Während seines Studiums war er aktiver Handballer.
Er starb im Jahr 2025 im Alter von 71 Jahren infolge einer langjährigen Krebserkrankung.